# ハーニンゲ市
座標: 北緯59度10分 東経18度08分 / 北緯59.167度 東経18.133度

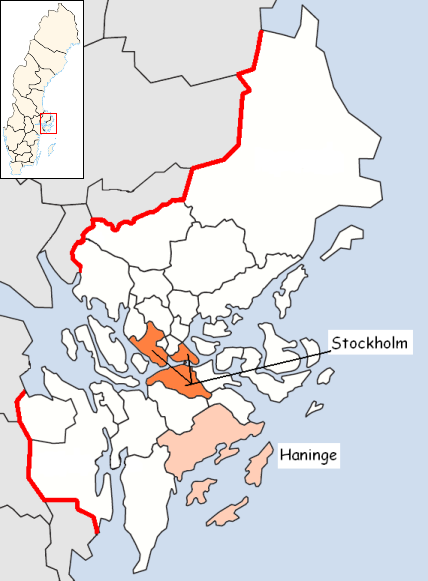
ストックホルム県におけるハーニンゲ市の位置（オレンジ色の地域）

ハーニンゲ市章

ハーニンゲ市（ハーニンゲし、スウェーデン語: Haninge kommun）は、スウェーデンのストックホルム県にある市。県の南東部、バルト海に面し、地方としてはセーデルマンランド地方に属する。2021年12月31日現在の人口は95,658人（スウェーデン統計局調べ）。面積は 2161 km2である。